# Natales
Natales es una comuna de la zona austral de Chile, ubicada en la Provincia de Última Esperanza, Región de Magallanes y de la Antártica Chilena. Es la comuna más extensa del territorio continental chileno. Su capital es la ciudad de Puerto Natales.

## Historia

### Antecedentes
El origen de la comuna de Natales mantiene relación con los primeros habitantes que habitaron la zona, y que pertenecían a diferentes grupos de indígenas nómades. El lugar donde se ubica hoy la capital comunal: Puerto Natales, fue recorrido en 1557 por el navegante Juan Ladrilleros, quien buscaba una ruta hacia el Estrecho de Magallanes.

### Época Contemporánea
Desde el año 1830 se comienzan a realizar diversas expediciones con fines científicos y de reconocimiento de zona, lo que provocó el descubrimiento y la creación de nuevos asentamientos humanos en lo que hoy se conoce como la Provincia de Última Esperanza. De esta manera comenzaron a aparecer nuevas localidades, muchas de ellas totalmente apartadas de grandes ciudades.La comuna de Natales fue creada por el Decreto Supremo N.º 8.583 el 30 de diciembre de 1927.
Puerto Edén, en 1937, es fundada por la Fuerza Aérea de Chile, perteneciendo administrativamente a la comuna de Natales, provincia de Última Esperanza, Región de Magallanes y de la Antártica Chilena.

## Geografía
La comuna se encuentra ubicada en los sectores norte y noroeste de la Región de Magallanes y de la Antártica Chilena, entre los paralelos 48°90’ y 52°40′ de latitud sur y los meridianos 76° y 72° de longitud oeste, y sus límites son los siguientes: Limita al norte con la Región Aysén del General Carlos Ibáñez del Campo; al sur con la comuna de Punta Arenas, al este con las comunas de Torres del Paine y Laguna Blanca, y con la República Argentina; y al oeste con el Océano Pacífico.
La comuna de Natales comprende un área de 48 974,2 km², lo que la hace el segundo municipio más grande de Chile después de la comuna de la Antártica, e incluso es más grande en superficie que once regiones del país. Su densidad de población es de sólo 0,39 habitantes por kilómetro cuadrado.
La comuna cuenta con una intrincada geografía que comprende gran parte del Campo de Hielo Patagónico Sur, en su sector nororiental, numerosos fiordos, canales e islas en el sector occidental, y planicies semiáridas en el sector suroriental. El gran parque nacional Bernardo O'Higgins ocupa la mayor parte del territorio de la comuna.

### Geomorfología
La comuna de Natales se encuentra emplazada en las unidades geomorfológicas de Cordillera patagónica insular, Cordillera patagónica de lagos y ríos de control tectónico, Cordillera patagónica de ventisqueros del Pacífico y Pampa magallánica.

### Clima
Presenta según la clasificación climática de Köppen clima de tundra (ET), clima mediterráneo frío de lluvia invernal (Csc), clima semiárido (BSk), clima templado lluvioso (Cfb) y clima templado lluvioso frío (Cfc).

### Hidrología
Esta además se halla entre las cuencas hidrográficas de Costeras e Islas entre el río Hollemberg y el Golfo Almirante Laguna Blanca, Costeras entre el límite de la región y el Seno Andrew, Cuencas costeras entre el río Pascua, límite regional y Archipiélago Guayeco, Costeras entre el Seno Andrew y río Hollemberg e islas al oriente, Islas entre Canales Concepción, Sarmiento y Estrecho de Magallanes, Cuencas en islas entre límite regional, canal Ancho y estrecho de La Concepción, río Pascua y Vertiente del Atlántico. Además, la comuna posee diversos cuerpos de agua, entre los que se destacan el lago Aníbal Pinto y lago Valderas, lago Balmaceda, lago María Teresa, lago Porteño, laguna Azul, laguna Chica, laguna Diana, laguna El Turbal, laguna Escondida, laguna Glaciar Serrano y laguna Ventisquero Pío XI; y río Azocar, río Blanco, río del Medio, río Erizo, río Golondrina, río Pendiente, río Pérez, río Petróleo, río Pinto, río Rubens, río Serrano, río Vegas Malas y río Volcán.

## Medio ambiente

### Componentes bióticos
Dentro del territorio de la comuna se pueden hallar los siguientes ecosistemas:
- Bosque caducifolio templado-antiboreal andino donde predominan Nothofagus pumilo y Maytenus disticha (Preocupación menor)
- Bosque mixto templado-antiboreal andino donde predominan Nothofagus betuloides y Nothofagus pumilio (Preocupación menor)
- Bosque siempreverde antiboreal costero donde predominan Nothofagus betuloides y Embothrium coccineum (Preocupación menor)
- Bosque siempreverde templado-antiboreal costero donde predominan Nothofagus betuloides y Drimys winteri (Preocupación menor)
- Estepa templada oriental donde predominan Festuca gracillima y Mulinum spinosum (Preocupación menor)
- Estepa templada oriental donde predominan Festuca gracillima y Chiliotrichum diffusum (Preocupación menor)
- Herbazal antiboreal andino donde predominan Nassauvia pygmaea y Nassauvia lagascae (Preocupación menor)
- Matorral arborescente caducifolio templado-antiboreal andino donde predominan Nothofagus antarctica y Chiliotrichum diffusum (Preocupación menor)
- Matorral bajo templado antiboreal andino donde predominan Bolax gummifera y Azorella selago (Preocupación menor)
- Matorral caducifolio templado andino donde predominan Nothofagus antarctica y Empetrum rubrum (Preocupación menor)
- Zonas geográficas hinóspitas sin vegetación (Sin información)
- Turbera antiboreal costera donde predominan Astelia pumila y Donatia fascicularis (Preocupación menor)
- Turbera templada costera donde predominan Donatia fascicularis y Oreobolus obtusangulus (Preocupación menor)
- Turbera templada-antiboreal interior donde predominan Sphagnum magellanicum y Schoenus antarcticus (Preocupación menor)

### Medidas de protección ambiental y conflictos socioambientales
Hasta 2022, la comuna de Natales cuenta con las siguientes zonas que poseen algún nivel de protección ambiental:
- Archipiélago W Canal Messier (Sitios ERB)[12]
- Canal Santa María (Sitios ERB)[13]
- Isla Madre de Dios (Bien Nacional Protegido)[14]
- Monumento Natural Cueva del Milodón (Monumento Natural)[15]
- Parque Nacional Bernardo O'Higgins (parque nacional)[16]
- Parque Nacional Kawésqar (parque nacional)[17]
- Parque Nacional Torres del Paine (parque nacional)[18]
- Reserva Nacional Kawésqar (Reserva Nacional)[19]
- Torres del Paine (Reserva Biósfera)[20]

## Demografía
Según el censo realizado en 2002, en la comuna de Natales había 19 116 habitantes, de los cuales 16 978 habitantes (88,2%) correspondían a población urbana y 2138 habitantes (11,18%) a población rural.
| Censo | Comuna Natales | Tasa crecimiento | Región  | Tasa crecimiento | País       | Tasa crecimiento |
| ----- | -------------- | ---------------- | ------- | ---------------- | ---------- | ---------------- |
| 1970  | 13.675         |                  |         |                  | 8.884.768  | 2,00             |
| 1982  | 16.932         | 1,80             | 131.914 | 3,24             | 11.329.736 | 2,05             |
| 1992  | 17.275         | 0,20             | 143.198 | 0,82             | 13.348.401 | 1,64             |
| 2002  | 19.116         | 1,02             | 150.826 | 0,52             | 15.116.435 | 1,25             |
| 2017  | 21.477         |                  | 166.533 |                  | 17.574.003 |                  |

Fuente: INE, censo de población, 1970, 1982, 1992, 2002, 2017.
Del cuadro anterior se puede observar que la población de la comuna muestra un escaso crecimiento, siendo su tasa de crecimiento de un 0,20% anual entre los años 1982 y 1992, y de un 1,02% anual entre los años 1992 y 2002. En este último periodo se observa una leve recuperación en la tasa de crecimiento acercándose a la media nacional que fue de 1,21 % anual en el mismo periodo.
La totalidad de la población urbana pertenece a la ciudad de Puerto Natales. La población rural, por su parte, se distribuye en pequeños poblados ubicados en las cercanías de la ciudad, con excepción de Puerto Edén, que se encuentra mucho más alejando, cerca del extremo norte de la comuna. Esta distribución de la población en el territorio de la comuna se debe principalmente a que gran parte de ella es totalmente inaccesible por tierra, siendo el medio de transporte marítimo el único que permite ir más lejos de la zona cercana a la ciudad; medio que también se encuentra limitado por la compleja geografía de fiordos y canales y las dificultades climáticas de la zona.

### Localidades
La comuna de Natales, para efectos censales contiene las siguientes localidades:
- Puerto Natales: 16.902 hab.
- Lago Aníbal Pinto: 150 hab.
- Muñoz Gamero: 118 hab.
- Puerto Edén: 254 hab.
- Cueva del  Milodón: 1.692 hab.

Estas localidades están organizadas de acuerdo a los poblados que conforman la comuna, siendo el principal de ellos la ciudad de Puerto Natales. Otros poblados de la comuna son Puerto Edén, Villa Dorotea, Puerto Bories, Casas Viejas y Huertos Familiares.

## Administración

### Municipalidad
Para efectos de la administración estatal la comuna forma parte de la Región de Magallanes y de la Antártica Chilena, y específicamente, de la Provincia de Última Esperanza, que compone junto a la comuna de Torres del Paine.
La Municipalidad de Natales para el periodo 2021-2024 es dirigida por la alcaldesa Antonieta Oyarzo Alvarado (Candidatura Independiente) y el concejo municipal conformado por los concejales:
Chile Vamos (2):
- Jorge Ignacio Vergara Segovia (IND - UDI)
- Verónica Beatriz Pérez Magdalena (IND - UDI)

Partido Humanista (1):
- Ricardo Andrés Urtubia Tapia

Partido Socialista (2):
- Guillermo Ruiz Santana
- Juan Ojeda Ojeda

PDC (1):
- Marcelo Rodrigo Contreras Soto

### Representación parlamentaria
Natales forma parte de la Circunscripción Senatorial XV y del Distrito Electoral 28. Ambas divisiones electorales abarcan toda la Región de Magallanes y de la Antártica Chile.
Es representada en la Cámara de Diputados del Congreso Nacional por los siguientes diputados:
- Christian Matheson Villán (IND - EVO)
- Javiera Ignacia Morales Alvarado (IND - Convergencia Social)
- Carlos Bianchi Chelech (Independientes)

En el Senado, la representan:
- Alejandro Juan Kusanovic Glusevic (IND - RN)
- Karim Antonio Bianchi Retamales (Independientes)

## Economía
En 2018, la cantidad de empresas registradas en Natales fue de 880. El Índice de Complejidad Económica (ECI) en el mismo año fue de 0,66, mientras que las actividades económicas con mayor índice de Ventaja Comparativa Revelada (RCA) fueron Transporte de Pasajeros en Vehículos de Tracción Humana y Animal (92,86), Construcción de Embarcaciones Menores (66,93) y Construcción de Embarcaciones de Recreo y Deporte (59,14).

### Turismo
La comuna de Natales tiene la característica única de ser el paso obligado para el parque nacional Torres del Paine; además su geografía incluye una inmensa zona de archipiélagos, el campo de hielos sur y la inserción de este campo en las cadenas montañosas de los Andes orientales.
Los tipos de productos actuales son de la siguiente naturaleza: circuito a los glaciares Balmaceda y Serrano; navegación al canal de las Montañas: navegación al campo de Hielos Patagónicos Sur, Fiordo Peel y Calvo; bajadas del Río Grey y Serrano; trekking al Glaciar Serrano; circuito de avistamiento de aves; agroturismo y turismo rural; y cueva del Milodón, entre los principales.
Se trata de una comuna con servicios mixtos, es decir, por una parte cumple el rol de servicios para los viajeros cuyo destino es el parque nacional Torres del Paine, y por otro lado posee importantes hitos geográficos que conforman una oferta turística capaz de prolongar la estadía de turistas por varios días una vez estos regresaron del Paine. Ello ha provocado el desarrollo de centros de hospedaje, restaurantes, empresas de transportes, empresas de arriendo y venta de equipos para trekking, operadores receptivos y comercio al detalle, entre otros.
Es así como el turismo, poco a poco se ha ido irradiando hacia sectores hasta ahora menos conocidos com el parque nacional Bernardo O'Higgins (2.615.901 ha) y la Reserva Nacional Alacalufes (2.313.875 ha), áreas geográficas con incipiente actividad turística debido a su gran extensión, existiendo además otras zonas geográficas con jerarquía turística, pero debido a su difícil acceso aún no han sido intervenidas, es el caso del área Lago Pinto-Seno Obstrucción.

### Pesca y Acuicultura
Una de las dos actividades de extracción que componen la economía local es la pesca.
La ciudad de Puerto Natales cuenta con un muelle de pescadores artesanales, desde el cual los pescadores, con sus propios barcos, zarpan hacia los fiordos y canales que componen la comuna en busca no sólo de peces, sino también de diversos productos del mar que se dan en la zona como mariscos, centolla y erizo, los que son comercializados en la ciudad para los restaurantes locales, o a empresas que los exportan a otras localidades o países.
Además de la pesca, a partir de la década del 2010, se comenzaron a instalar en la comuna diversas empresas dedicadas a la acuicultura de peces, principalmente salmones, dedicados a la exportación. Esta industria, sin embargo, ha sido fuertemente criticada por parte de la comunidad local, debido a que se ha presenciado en otras localidades del país, daños ambientales y ecológicos provocados por algunas empresas irresponsables.

### Ganadería
La otra actividad extracción que compone la economía local, la ganadería, hoy en día se encuentra muy disminuida. En un principio la ciudad de Puerto Natales, y la comuna de Natales, se crearon a partir de la inmigración y llegada de empresarios extranjeros y chilenos que llegaban a explotar las grandes planicies de la comuna, habitándolas con ganado, principalmente ovino, lo que fue impulsado mayormente por la Sociedad Explotadora de Tierra del Fuego. Ello que generó una segunda oleada de chilenos llegados desde más al norte del país, principalmente de la Isla Grande de Chiloé, en busca de oportunidades laborales. Con el surgimiento de una industria textil basada en la mano de obra barata y en materiales sintéticos, la ganadería en la región fue decayendo, y fue sustituida por otras actividades económicas, aunque todavía subsiste.

## Servicios públicos

### Educación
En Natales, la educación básica y media es administrada por la corporación municipal de Natales (CORMUNAT) bajo la supervisión de la Ilustre Municipalidad. La oferta educativa incluye escuelas como Capitán Juan Ladrillero, Bernardo O'Higgins, Santiago Bueras, y la Escuela Diferencial Nicolás Mladinic. Además, cuenta con tres liceos municipales: Liceo Gabriela Mistral, Liceo Luis Cruz Martínez, y el Centro de Educación Integral de Adultos CEIA Carlos Yáñez Moya. Por otro lado, la comuna ofrece opciones de educación privada con tres colegios, dos de los cuales son administrados por congregaciones religiosas.

#### Universidad de Magallanes
La comuna de Natales cuenta con el "Centro Universitario Puerto Natales" de la Universidad de Magallanes, fundado el 6 de diciembre de 1996, el cual imparte carreras de nivel técnico y profesional.
El Centro Universitario funciona como uno de los centros de investigación más importantes de la provincia de Última Esperanza. Este Centro, se encuentra ubicado a 1,5 kilómetros al norte del centro de la ciudad.

### Salud
En Puerto Natales, la atención primaria de salud se ofrece a través del centro de salud familiar (CESFAM) Dr. Juan Lozic Pérez, gestionado por la corporación municipal de Natales, que depende de la Ilustre Municipalidad de Natales. Este CESFAM brinda servicios de atención primaria a los residentes de la ciudad. Para las comunidades más distantes, la municipalidad proporciona servicios a través de postas rurales. 
La atención secundaria y de emergencias en la ciudad está a cargo del Hospital Augusto Essmann Burgos, administrado por el Servicio de Salud Magallanes, entidad responsable de los establecimientos de salud públicos regionales de mayor tamaño.
Para necesidades farmacéuticas, Natales dispone de seis farmacias: Farmacias Ahumada S.A., Farmacias Salcobrand, Farmacia Cruz Verde, Farmacia Natales, Farmacia Magallanes, y Farmacia Comunal, ofreciendo acceso a medicamentos y productos de salud.

## Transporte

### Transporte terrestre
La comuna sólo cuenta con vías de transporte terrestre en su sector suroccidental, ya que por su extensión, escasa población y por las dificultades geográficas se hace imposible unir otros puntos de la comuna por la vía terrestre.
La comuna es atravesada en este sector por la Ruta 9, que une a la ciudad de Puerto Natales, hacia el sur, con la capital regional, Punta Arenas; y hacia el norte, con el monumento natural Cueva del Milodón y con la comuna de Torres del Paine y el parque nacional homónimo. A partir de la Ruta 9, hacia el este existen 2 rutas que dirigen a pasos fronterizos con la República Argentina, y específicamente a las localidades de Río Turbio, 28 de Noviembre, Río Gallegos y El Calafate. Además existen algunas otras vías menores hacia el sur que permiten acceder a las estancias ubicadas en dichos sectores.
El transporte público interno de la ciudad de Puerto Natales está compuesto por una serie de colectivos que permiten recorrer la ciudad. Para salir de la ciudad, existe un rodoviario desde el cual parten los autobuses que se dirigen a otras localidades de la región, o hacia localidades de Argentina.

### Transporte marítimo
En la ciudad de Puerto Natales existen un muelle fiscal, administrado por la Armada de Chile, un muelle estatal concesionado y una rampa estatal, desde los cuales parten transbordadores y ferries hacia el norte del país, esto es, a la ciudad de Puerto Montt, y a las localidades de Tortel, en la Región de Aysén, y de Puerto Edén, de la comuna de Natales.

### Transporte aéreo
A nivel de transporte aéreo, la comuna cuenta con un único aeródromo, el Aeródromo Teniente Julio Gallardo, que permite conectar a la ciudad de Puerto Natales y a las localidades cercanas a las ciudades de Punta Arenas, Puerto Montt, Balmaceda y Santiago, a través de vuelos comerciales que operan estacionalmente durante el verano, permitiendo la llegada de los turistas que llegan a conocer los atractivos de la comuna y sus alrededores.